# 셔우드 베일리
셔우드 베일리(Sherwood Bailey, 1923년 8월 6일 ~ 1987년 8월 6일)는 미국의 배우이다.
롱비치에서 태어났으며 뉴포트비치에서 사망하였다. 사인은 암이다.

## 영화
- 나치 스파이의 고백 (1939년)
- 쉘 위 댄스 (1937년)
- 평원의 사나이 (1936년)